# Shoval Gozlan
Shoval Gozlan (in ebraico שובל גוזלן‎?; Tiberiade, 25 aprile 1994) è un calciatore israeliano, attaccante del Bnei Yehuda.

## Carriera

### Club
Ha giocato nei campionati israeliano e cipriota.

### Nazionale
Ha debuttato con la maglia della nazionale Under-21 durante le qualificazioni al campionato europeo di categoria nel 2014.